# Екимов, Борис Петрович
Бори́с Петро́вич Еки́мов  (род. 19 ноября 1938, Игарка) — русский прозаик и публицист. Почётный гражданин города Калач-на-Дону (1995). Лауреат Государственной премии РФ (1997).

## Биография
Борис Екимов родился 19 ноября 1938 года в городе Игарка Красноярского края, в семье служащих. Отслужил в армии. Работал токарем, слесарем, электромонтёром на заводе, строителем в Тюменской области и в Казахстане, учителем труда в сельской школе.
Как прозаик дебютировал в 1965 году. В 1976 году был принят в Союз писателей России, а в 1979 году окончил Высшие литературные курсы.
За свою многолетнюю писательскую деятельность Борис Екимов создал более двухсот произведений. Печатается в самых популярных литературных изданиях: «Наш современник», «Знамя», «Новый мир», «Нива Царицынская», «Россия». Наиболее заметный интерес у читательской аудитории вызвали публикации Бориса Екимова в «перестроечные» годы на пике тиражности «толстых изданий»: сборники рассказов «За тёплым хлебом», «Ночь исцеления», роман «Родительский дом», повесть/рассказ «Пастушья звезда».
Бориса Петровича нередко называют «проводником литературных традиций Донского края».
Дмитрий Шеваров, обозреватель газеты «Труд»: «Всякий, кто читал хоть один рассказ Екимова, наверняка запомнил писателя. И хотя все его герои — жители задонских хуторов, каждый скажет: это про нас, про меня. Про нашу жизнь — тревожную, разбитую на осколки. Силой таланта и любви писатель бережно собирает эти осколки в повествование, которое, думаю, надолго останется в русской литературе как честное свидетельство обо всем, что мы испытали в последние 20 лет».
Произведения Бориса Екимова переводились на английский, испанский, итальянский, немецкий, французский и другие языки. Его повесть «Пастушья звезда» включена в «Президентскую историческую библиотеку» — серию выдающихся произведений российских авторов.
Борис Екимов — член правлений Союза писателей РСФСР (с 1985 по 1991 годы) и Союза писателей России (с 1994 года). Был членом редколлегии еженедельника «Литературная Россия» (с 1987 года). Член редколлегий журналов «Отчий край», «Роман-газета» (с 1998 года). Член комиссии по Государственным премиям при Президенте РФ (с 1997 года). Входил в жюри Букеровской премии (1997).
Борис Петрович живёт, как сам часто говорит, «на два дома»: в Волгограде и Калаче-на-Дону. Является почётным гражданином города Калача-на-Дону.
В 2008 году удостоен Премии Солженицына, по случаю чего сам Александр Солженицын написал:

Во множестве ярких рассказов и очерков Екимов рисует мало кому знакомую обстановку нынешней сельской местности с её новым бытом, манящими возможностями и крутыми угрозами. Этот живой поток екимовских картин, раздвигая наши представления о непростой жизни сегодняшней деревни, помогает восстановить, хотя бы мысленно, единство национального тела.— 

## Премии
- Лауреат премии журнала «Наш современник» (1976)
- Лауреат премии «Литературной газеты» (1987)
- Лауреат премии им. И. А. Бунина (1994)
- Лауреат премии журнала «Новый мир» (1996)
- Лауреат первой премии «Москва — Пенне» (1997)
- Лауреат Государственной премии РФ (1997)
- Лауреат всероссийской литературной премии «Сталинград» (1999)
- Лауреат премии Александра Солженицына (2008) — «за остроту и боль в описании потерянного состояния русской провинции и отражение неистребимого достоинства скромного человека; за бьющий в прозе писателя источник живого народного языка»
- Лауреат премии Ясная поляна (2014)
- Лауреат Патриаршей литературной премии (2016)[4]

## Произведения
Рассказ «Музыка старого дома»
- Повесть «Короткое время бородатых»(1977)
- Сборник рассказов «Родительская суббота»(2006)
- Роман «Родительский дом»(1988)
- Рассказ «Родня»(1990)
- Рассказ «Ночь исцеления»(1986)
- Рассказ «Говори, мама, говори…» (2006)
- Рассказ «Перед праздником»(2002)
- Рассказ «За окном»